# 상주여자고등학교
상주여자고등학교(尙州女子高等學校)는 대한민국 경상북도 상주시 복룡동에 있는 공립 고등학교이다.

## 학교 연혁
- 1953년 2월 25일 : 상주여자중고등학교 학원 인가
- 1953년 4월 14일 : 개교(첫 입학식 거행)
- 1954년 2월 28일 : 6학급 설립 인가
- 1954년 6월 28일 : 초대 차석진 교장 취임
- 1970년 5월 27일 : 학교 위치 이전(남성동 -> 현 위치)
- 1972년 9월 1일 : 상주여자중고등학교 분리 단설
- 1994년 6월 17일 : 체육관 준공
- 1997년 6월 27일 : 목련관(기숙사) 준공
- 2007년 9월 1일 : 학칙변경으로 18학급 인가
- 2011년 3월 1일 : 자율형공립고 운영(교과부 지정)
- 2011년 3월 1일 : 교육과정혁신형 영어교육모델 창의경영학교 운영
- 2011년 10월 18일 : 목련관(기숙사) 증개축 및 리모델링
- 2015년 3월 1일 : 특수학급(1학급) 신설
- 2020년 7월 22일 : 자율형 공립고 재지정(~2025.02.28)
- 2023년 2월 9일 : 제68회 졸업식(졸업생 111명, 누계 16,640명)
- 2023년 3월 2일 : 자율형 공립고 제13기 신입생 124명 입학
- 2023년 9월 1일 : 제25대 오수정 교장 취임

## 참고 자료
- 상주여자고등학교 - 한국교육학술정보원 학교알리미